# Agel
Agel (en occitano Agèl) es un pequeño pueblo y comuna francesa, situada en el departamento francés de Hérault y la región de Occitania, en las proximidades de la zona montañosa del Macizo Central francés.
Sus habitantes reciben el gentilicio de Agelois.

## Demografía

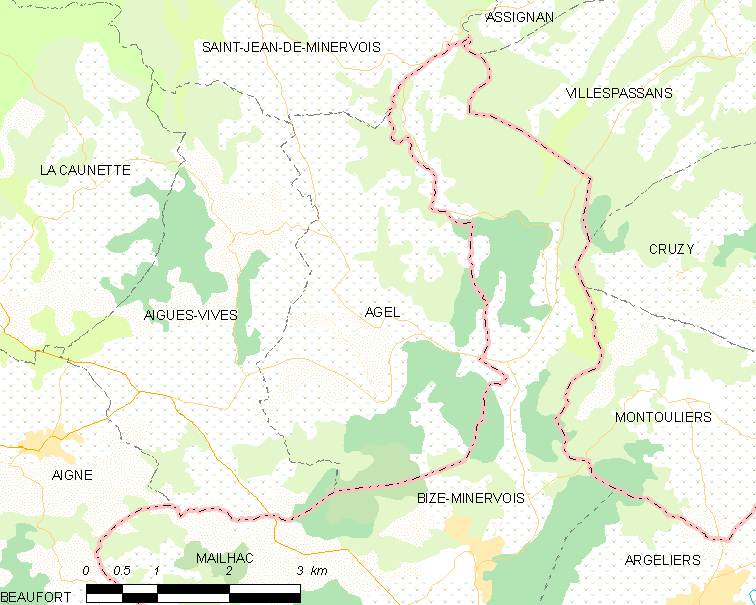
Mapa

| 245 | 249 | 218 | 204 | 166 | 167 | 235 | 248 |
| Para los censos de 1962 a 1999 la población legal corresponde a la población sin duplicidades (Fuente: INSEE [Consultar]) |     |     |     |     |     |     |     |